# غوردون أندرسون (لاعب كرة قدم أسترالية)
غوردون أندرسون (بالإنجليزية: Gordon Anderson)‏ هو لاعب كرة قدم أسترالية أسترالي، ولد في 16 سبتمبر 1924 في كوبورغ ‏ في أستراليا، وتوفي في 19 يونيو 1965 في Surrey Hills, Victoria ‏ في أستراليا.

## وصلات خارجية
- غوردون أندرسون على موقع AustralianFootball.com (الإنجليزية)
- غوردون أندرسون على موقع AFLtables.com (الإنجليزية)